# Duplicaria coriolisi
Duplicaria coriolisi là một loài ốc biển, là động vật thân mềm chân bụng sống ở biển trong họ Terebridae, họ ốc dài.